# Berthold Tours
Pour les articles homonymes, voir Tours (homonymie).
Berthold Tours (Rotterdam, 17 décembre 1838 - Londres, 11 mars 1897) est un violoniste, organiste, compositeur et éditeur de musique britannique né aux Pays-Bas.

## Biographie
Son premier professeur de musique a été son père, Barthelemy Tours (1797-1864), qui a été pendant trente ans organiste du Groote ou St Laurens Kerk à Rotterdam, chef d'orchestre et violoniste de renommée européenne. Berthold a étudié la composition avec Johannes Verhulst.  Plus tard, il a continué à étudier la composition avec François-Joseph Fétis au conservatoire de Bruxelles puis a poursuivi ses études à Leipzig.
À Leipzig, Tours a reçu une invitation du prince George Galitzin, un camarade de classe qui était le fils de Nikolaï Borissovitch Galitzine, à se rendre en Russie en tant que deuxième violon dans un quatuor à cordes qui serait engagé par le tsar. Le quatuor s'est produit au Palais d'Hiver de Saint-Pétersbourg et dans les palais voisins. Tours devient ensuite assistant directeur du chœur de l'Opéra impérial, puis se rend avec Galitzin à Covent Garden, Londres en 1861, pour réviser les partitions. Il a été organiste à St Helen, Bishopsgate de 1864 à 1865, à St Peter, Stepney de 1865 à 1867, et enfin à l'église suisse de Holborn de 1867 à 1879.

## L'éditeur
Après la mort de Galitzin, Tours est devenu rédacteur de la maison d'édition Novello & Co en 1872 puis rédacteur en chef en 1878, succédant à Sir John Stainer. Parmi les œuvres qu'il a éditées, on trouve Iphigénie en Aulide, Iphigénie en Tauride et Orphée et Eurydice de Gluck; L'Étoile du Nord de Meyerbeer ; Die Entführung aus dem Serail et die Zauberflöte de Mozart ; Guillaume Tell de Rossini ; Der Fliegende Holländer et Lohengrin de Wagner ; Euryanthe de Weber ; Elias de Mendelssohn ; Mors et vita et La Rédemption de Gounod, de nombreux albums pour piano, et bien d'autres. Il a également arrangé des partitions d'opérettes de Gilbert et Sullivan pour piano et voix.

## Le compositeur
Il était également compositeur et a composé une cantate pour voix féminines intitulée The Home of Titania (1893); un hymne intitulé A Festival Ode (1893) pour orgue et soprano, qui a été joué lors de l'inauguration du nouvel orgue de l'église Saint-Basile à Bassaleg (en), au Pays de Galles ; une mise en musique du Te Deum en fa ; les hymnes, Behold, the Angel of the Lord, he Pillars of the Earth are the Lord's, O Saving Victim et God Has Appointed a Day; de la musique de scène pour Hamlet et Roméo et Juliette de Shakespeare, et une méthode pour violon appelée simplement The Violin, ainsi qu'un livre de trente mélodies pour le violon. Cette méthode a été utilisée en Grande-Bretagne et aux États-Unis et s'est vendue à près de cent mille exemplaires. Il a également composé des œuvres pour orgue, comme Fantasia in C, Allegretto Grazioso, Menuetto and Postlude.